# Aleksiej Zagorny
Aleksiej Siergiejewicz Zagorny (ros. Алексей Сергеевич Загорный; ur. 31 maja 1978 w Jarosławiu) – rosyjski lekkoatleta, młociarz.
W roku 2000 zajął 22. miejsce i nie awansował do finału podczas igrzysk olimpijskich. Zdobywca brązowego medalu mistrzostw świata w Berlinie (2009). Prowadził (z wynikiem 81,73) na listach światowych w sezonie 2011, jednak kontuzja uniemożliwiła mu występ na mistrzostwach świata. Jego rekord życiowy w rzucie młotem wynosi 83,43 m (uzyskany w 2002 w Adler).

## Osiągnięcia
| Rok  | Impreza                                 | Miejsce   | Lokata            |
| ---- | --------------------------------------- | --------- | ----------------- |
| 2000 | Igrzyska olimpijskie                    | Sydney    | el. – 22. miejsce |
| 2001 | Uniwersjada                             | Pekin     | 4. miejsce        |
| 2002 | Mistrzostwa Europy                      | Monachium | 11. miejsce       |
| 2003 | Mistrzostwa świata                      | Paryż     | el. – 22. miejsce |
| 2005 | Zimowy puchar Europy                    | Mersin    | 2. miejsce        |
| 2007 | Mistrzostwa świata                      | Osaka     | el. – 25. miejsce |
| 2009 | Zimowy puchar Europy                    | Teneryfa  | 6. miejsce        |
| 2009 | Superliga drużynowych mistrzostw Europy | Leiria    | 8. miejsce        |
| 2009 | Mistrzostwa świata                      | Berlin    | 3. miejsce        |
| 2010 | Zimowy puchar Europy                    | Arles     | 3. miejsce        |
| 2011 | Superliga drużynowych mistrzostw Europy | Sztokholm | 7. miejsce        |
| 2012 | Mistrzostwa Europy                      | Helsinki  | 2. miejsce        |
| 2012 | Igrzyska olimpijskie                    | Londyn    | el. – 23. miejsce |